# Palparidius capicola
Palparidius capicola är en insektsart som beskrevs av Louis Albert Péringuey 1910. Palparidius capicola ingår i släktet Palparidius och familjen myrlejonsländor. Inga underarter finns listade i Catalogue of Life.